# Synopeas rufiscapus
Synopeas rufiscapus är en stekelart som beskrevs av William Harris Ashmead 1893. Synopeas rufiscapus ingår i släktet Synopeas och familjen gallmyggesteklar. Inga underarter finns listade i Catalogue of Life.